# Quéitite
La quéitite est un minéral de la classe des silicates, contenant du plomb et du zinc, de formule Pb4Zn2(SiO4)(Si2O7)(SO4).
Elle a été décrite en 1979 et nommée d'après Clive Sedric Queit, marchand de minéraux à Tsumeb, en Namibie.
Les cristaux, d'aspect translucide incolore à jaune, sont de type monoclinique, sa dureté de Mohs est d'environ 4. Son lustre est gras.